# 扎萨克达尔汗卓哩克图郡王
四子部落旗扎萨克多罗达尔汗卓哩克图郡王为清朝内扎萨克蒙古四子部落旗（今四子王旗）的世袭扎萨克多罗郡王。清顺治六年（1649年）鄂木布被封为扎萨克多罗达尔汗卓哩克图郡王，诏世袭罔替。民國初年北洋政府又於1912年晉升為扎薩克親王，直至職務被廢除。

## 扎萨克达尔汗卓哩克图郡王世系
| 世代     | 名             | 年份           | 备注                                       |
| -------- | -------------- | -------------- | ------------------------------------------ |
| 第一代   | 鄂木佈         | 1649年－1653年 |                                            |
| 第二代   | 巴拜           | 1653年－1663年 | 鄂木佈子                                   |
| 第三代   | 沙克都尔       | 1663年－1677年 | 巴拜子                                     |
| 第四代   | 达木巴琫素     | 1677年－1692年 | 沙克都尔子                                 |
| 第五代   | 三齐扎布       | 1692年－1710年 | 达木巴琫素子                               |
| 第六代   | 阿拉布坦多尔济 | 1710年－1771年 | 三齐扎布子                                 |
| 第七代   | 车凌旺札勒     | 1771年         | 阿拉布坦多尔济子                           |
| 第八代   | 喇什雅木丕勒   | 1771年－1784年 | 车凌旺札勒弟                               |
| 第九代   | 朋楚克桑鲁布   | 1784年－1825年 | 喇什雅木丕勒子                             |
| 第十代   | 伊什楚克鲁布   | 1825年－1826年 | 朋楚克桑鲁布子                             |
| 第十一代 | 伊什车登       | 1826年－1863年 | 伊什楚克鲁布弟                             |
| 第十二代 | 那木凯多尔济   | 1863年－1884年 | 伊什车登子                                 |
| 第十三代 | 勒旺诺尔布     | 1885年－1928年 | 那木凯多尔济子                             |
| 第十四代 | 班第贡扎布     | 1928年－1937年 | 勒旺诺尔布子                               |
| 第十五代 | 苏达那木朝格吉 | 1937年－1949年 | 班第贡扎布四弟吉格米德三宝之长子，1957年卒 |

### 引用
1. ↑   (PDF), 中华民国（北洋政府）, 1927
2. ↑   (PDF): 四子部落1旗札萨克世袭.   [2023-10-30]. （原始内容存档 (PDF)于2023-10-30）.